# Episodi de I racconti della cripta (sesta stagione)
La sesta stagione della serie televisiva I racconti della cripta è andata in onda negli Stati Uniti sul canale HBO dal 31 ottobre 1994 al 25 gennaio 1995.
| N° | Titolo originale                 | Titolo italiano | Prima TV USA     | Prima TV Italia |
| -- | -------------------------------- | --------------- | ---------------- | --------------- |
| 1  | Let the Punishment Fit the Crime |                 | 31 ottobre 1994  |                 |
| 2  | Only Skin Deep                   |                 | 31 ottobre 1994  |                 |
| 3  | Whirlpool                        |                 | 31 ottobre 1994  |                 |
| 4  | Operation Friendship             |                 | 9 novembre 1994  |                 |
| 5  | Revenge is the Nuts              |                 | 16 novembre 1994 |                 |
| 6  | The Bribe                        |                 | 23 novembre 1994 |                 |
| 7  | The Pit                          |                 | 30 novembre 1994 |                 |
| 8  | The Assassin                     |                 | 7 dicembre 1994  |                 |
| 9  | Staired in Horror                |                 | 14 dicembre 1994 |                 |
| 10 | In the Groove                    |                 | 21 dicembre 1994 |                 |
| 11 | Surprise Party                   |                 | 28 dicembre 1994 |                 |
| 12 | Doctor of Horror                 |                 | 4 gennaio 1995   |                 |
| 13 | Comes the Dawn                   |                 | 11 gennaio 1995  |                 |
| 14 | 99 & 44/100% Pure Horror         |                 | 18 gennaio 1995  |                 |
| 15 | You, Murderer                    |                 | 25 gennaio 1995  |                 |